# T-St-S 72 Chlum

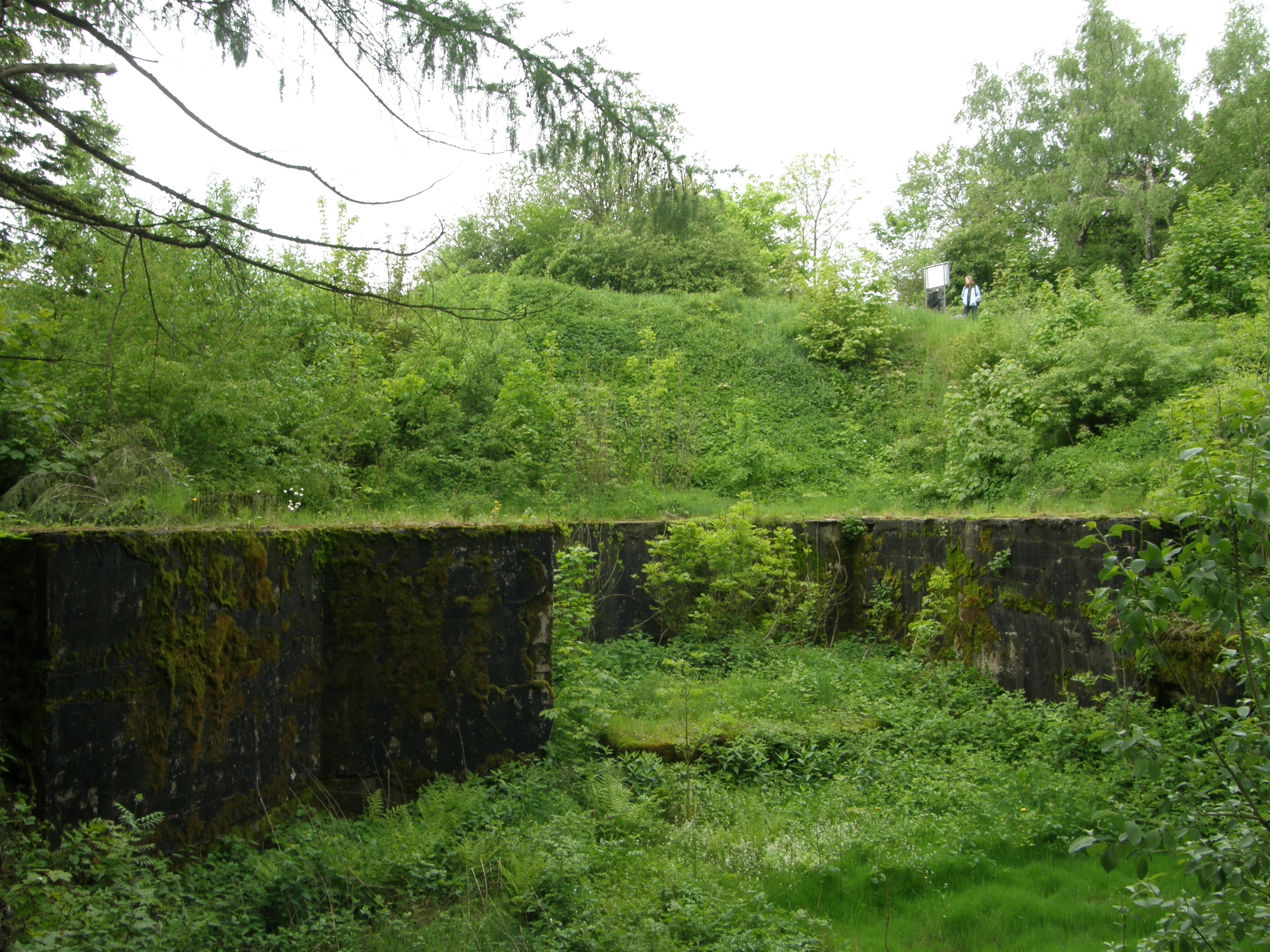
Současný stav T-St-S 72. Zarůstání základové desky, patrná betonová ucpávka výtahové a schodišťové šachty.

Srub T-St-S 72 byl projektován a částečně vybudován jako tvrzový pěchotní srub těžkého opevnění na Trutnovsku dělostřelecké tvrze Stachelberg. Srub byl vybudován jako součást tvrzového opevnění Československa před 2. světovou válkou proti Německu.
Účelem srubu bylo poskytnout palebnou ochranu v obranné linii tvrze, přibližně jižním směrem ke srubu T-St-S 71 do prostoru pevnosti a hlavními zbraněmi pod betonem palebně pokrývat prostor protitankových překážek v tomto směru. Pro krytí celého okolí pak těžkým kulometným dvojčetem v otočné kopuli.

## Poloha
Srub je umístěn na terénním zlomu východního svahu kóty 632 m téměř uprostřed tvrze jako předsunutý obranný prvek. Jako tvrzový srub byl umístěn za protitankovými překážkami ze směru očekávaného postupu nepřítele a obvodovými, protipěchotními překážkami. Umístění ve svahu směrem k předpokládanému postupu nepřítele a plánované osazení pozorovací kopule pro vedení dělostřelecké palby ze srubu T-St-S 77 si vyžádalo uzpůsobit projekt srubu jako třípodlažní, a to z důvodu zamezení podstřelení.

## Výzbroj
Srub měl být pod betonem vyzbrojen v jižním palebném vějíři protitankovým kanónem vz. 36 ráže 4,7cm se spřaženým těžkým kulometem vz. 37 a samostatným těžkým kulometným dvojčetem. Pro krytí prostoru tvrze v rozsahu 360° měl být srub vybaven těžkým kulometným dvojčetem umístěným v otočné kopuli . Bezprostřední okolí srubu pak mělo být palebně zajištěno lehkým lehkým kulometem vz. 26 ve zvonu a lehkým kulometem palebně směrovaným do středu tvrze a zajišťující prostor před hlavními střílnami pod betonem.

T-St-S 72
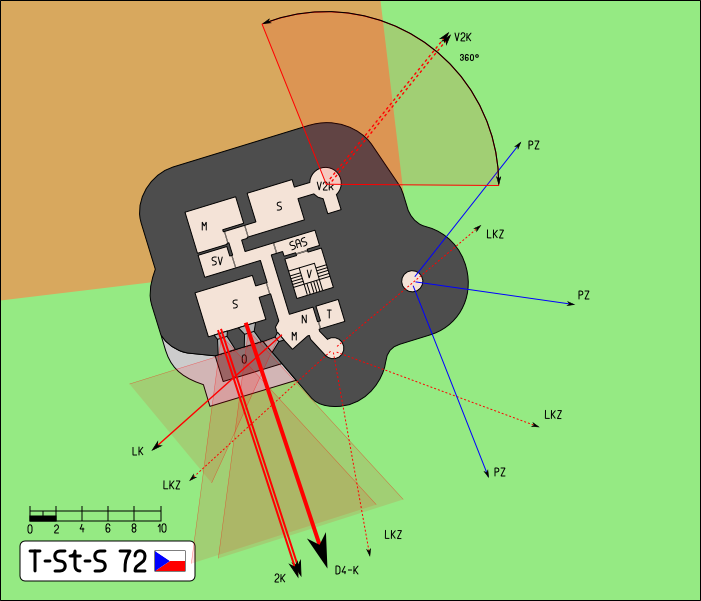
Horní patro srubu LK - lehký kulomet LKZ - l. kulomet zvon D4-K - kanón + t. kulomet 2K - t. kulomet, dvojče V2K - t. kulomet, dvojče ve věži 0 - diamantový příkop S - střílna SAS - přechodová komora M - Munice N - nádrže SV - stanoviště velitele V - výtah a schodiště T - telegraf.
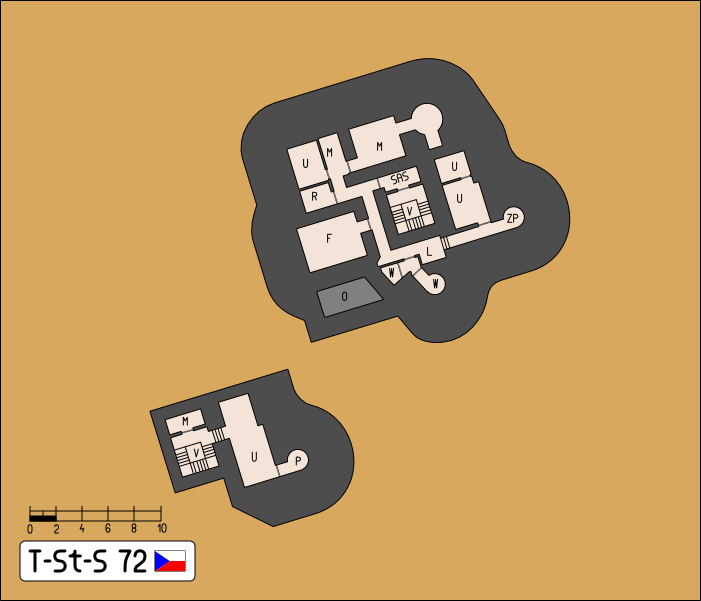
Dolní patro srubu ZP - pozorovací zvon SAS - přechodová komora F - filtrovna U - ubikace R - radiostanice V - výtah a schodiště L - umyvárna W - záchod M - munice P - proviant

- Horní patro srubu
LK - lehký kulomet
LKZ - l. kulomet zvon
D4-K - kanón + t. kulomet
2K - t. kulomet, dvojče
V2K - t. kulomet, dvojče ve věži
0 - diamantový příkop
S - střílna
SAS - přechodová komora
M - Munice
N - nádrže
SV - stanoviště velitele
V - výtah a schodiště
T - telegraf.
- Dolní patro srubu
ZP - pozorovací zvon
SAS - přechodová komora
F - filtrovna
U - ubikace
R - radiostanice
V - výtah a schodiště
L - umyvárna
W - záchod
M - munice
P - proviant

## Výstavba
K 1. říjnu 1938 provedena pouze betonáž základové desky, výtahové a schodišťové šachty, venkovní úpravy terénu neprovedeny.